# Société à capital scindé
Une société à capital scindé est une société par actions qui existe pendant une période définie pour transformer le risque et le rendement de l'investissement (plus-values, dividendes, et éventuellement aussi les profits issus de la rédaction d'options couvertes) d'un panier d'actions d'entreprises conventionnelles versant des dividendes en le risque et le rendement des deux ou plusieurs classes d'actions publiques dans la société à capital scindé.

## Objectif et mécanismes
Les sociétés à capital scindé émettent le plus souvent un nombre égal d'actions d'une classe d'actions privilégiées et d'une classe d'actions donnant droit aux plus-values ou de classe A. Les fonds provenant de l'émission des actions sont investis dans des actions ordinaires versant des dividendes, conformément aux règlements de la société à capital scindé. Les actions privilégiées offrent généralement un rendement en dividendes relativement élevé et sûr à un taux fixe, mais sans espoir de plus-value lorsque la société à capital scindé est liquidée. Les actions donnant droit aux plus-values paient souvent (mais pas dans chaque société) un dividende comme les actions privilégiées ; en plus, les actions donnant droit aux plus-values permettent de participer aux gains (ou pertes) en capital levé des actions conventionnelles sous-jacentes.
La valeur totale du marché des actions de la société à capital scindé est soutenue par la valeur du panier d'actions sous-jacent. La valeur des actions privilégiées est renforcée par la priorité accordée à ces actions sur les actions donnant droit aux plus-values dans le paiement des revenus de dividendes et dans le retour éventuel du prix initial complet des actions privilégiées.
Le panier d'actions sous-jacent peut comprendre des actions d'une seule société conventionnelle (par exemple, une grande banque ou compagnie d'assurance); cependant, une plus grande diversification, et généralement un risque réduit, est obtenue si le panier contient des actions de nombreuses sociétés dans le même secteur (par exemple, les services financiers) ou de différents secteurs. La composition du panier d'actions sous-jacent peut être relativement fixe, c'est-à-dire en gestion passive comme dans un fonds négocié en bourse; cependant, il est généralement possible que les gestionnaires de la société à capital scindé aient une certaine flexibilité pour gérer activement (en) les proportions relatives des titres dans le panier dans le but d'augmenter le rendement.
Les actions privilégiées et de capital de la société à capital scindé sont émises dans un certain rapport fixe. Souvent, les actions privilégiées et de capital sont émises en nombre exactement égal. Dans un tel cas, chaque paire d'actions privilégiées et de capital est parfois appelée une unité. Cependant, la proportion d'actions privilégiées et de capital n'a pas nécessairement besoin d'être de un pour un. La réduction du rapport des actions privilégiées émises par rapport aux actions donnant droit aux plus-values (par exemple, une action privilégiée pour deux actions donnant droit aux plus-values) réduirait le risque et soutiendrait en toute sécurité un rendement plus élevé pour les actions privilégiées au détriment de rendre les actions donnant droit aux plus-values moins attrayantes pour les investisseurs en raison d'un risque accru, d'un rendement durable (en) plus faible et d'un effet de levier de gain en capital plus petit.
Les revenus de dividendes des actions sous-jacentes peuvent être insuffisants pour payer les revenus de dividendes des actions privilégiées et de capital. Pour produire plus de revenus, les sociétés à capital scindé emploieront parfois la rédaction d'options d'achat couvert (en) et d'options de vente couverte par du liquide.

## Canada
Sur le marché canadien, il existe quatre grands émetteurs de sociétés à capital scindé (Brompton Funds, Strathbridge Asset Managment, Quadravest Capital Managment et Middlefield Funds). En mai 2024, il existe 24 sociétés à capital scindé inscrites à la Bourse de Toronto.

## Objectifs d'investissement
Les actions privilégiées d'une société à capital scindé sont conçues pour offrir un véhicule d'investissement destiné aux investisseurs plus prudents, fournissant un flux de revenus relativement élevé et une sécurité dans l'investissement initial, sécurisé par la valeur du panier d'actions sous-jacent. Une plus grande sécurité est assurée puisque les actions privilégiées ont la priorité sur les actions donnant droit aux plus-values, tant lors du paiement des revenus que lors de la liquidation de la société. Les revenus des actions privilégiées sont généralement déclarés comme des revenus de dividendes, qui, dans certaines juridictions (par exemple, Canada), bénéficient de taux d'imposition favorables par rapport aux taux d'imposition qui s'appliquent aux revenus d'intérêts produits par des obligations ou de billets de trésorerie. Les actions privilégiées d'une société à capital scindé peuvent offrir une diversification plus grande que les actions privilégiées d'une seule société conventionnelle.
Avec leur date d'échéance fixe, leur taux de dividende fixe et leur priorité sur les actions ordinaires, les actions privilégiées présentent de nombreuses caractéristiques d'une obligation, et donc, on pourrait s'attendre à ce que leur valeur sur le marché secondaire varie inversement aux taux d'intérêt prévalents, tout comme une obligation. Historiquement, cependant, les valeurs des actions privilégiées de sociétés à capital scindé financièrement solides ont eu tendance à rester relativement proches de leurs valeurs de liquidation respectives. En pratique, le risque de crédit semble être un facteur plus important dans l'évaluation des actions privilégiées relativement peu négociées par rapport à la valeur des instruments de revenu fixe conventionnels (et plus efficacement négociés) comme les obligations.
Les actions donnant droit aux plus-values d'une société à capital scindé sont destinées à être un véhicule d'investissement plus agressif, capable de fournir à la fois un revenu élevé et la promesse de gains en capital amplifiés par rapport aux gains en capital du panier d'actions sous-jacent. En effet, les détenteurs d'actions donnant droit aux plus-values empruntent de l'argent aux détenteurs d'actions privilégiées au taux de dividende des actions privilégiées, et investissent cet argent dans un plus grand nombre d'actions dans le panier d'actions sous-jacent. Les gains (ou pertes) en capital sont amplifiés dans les actions donnant droit aux plus-values parce que la valeur des actions privilégiées est maintenue relativement constante, et la volatilité accrue des capitaux propres dans le panier d'actions sous-jacent est principalement supportée par les actions donnant droit aux plus-values. Les détenteurs d'actions donnant droit aux plus-values prennent leur obligation de garantir les paiements de dividendes aux détenteurs d'actions privilégiées en échange de rendements amplifiés. De plus, les revenus des actions donnant droit aux plus-values peuvent être structurés pour être traités, à des fins fiscales, principalement ou même entièrement comme des gains en capital. Dans de nombreuses juridictions, comme le Canada, les gains en capital sont imposés à un taux inférieur à celui des revenus de dividendes ou des revenus d'intérêts.

## Volatilité et risques à considérer
Les actions donnant droit aux plus-values comportent un risque plus élevé que les actions privilégiées dans le cas où la valeur du panier d'actions conventionnelles sous-jacent baisse. Les paiements de dividendes aux détenteurs d'actions donnant droit aux plus-values peuvent être réduits ou même entièrement suspendus avant que des réductions puissent être envisagées dans les dividendes versés aux détenteurs d'actions privilégiées. La valeur des actions donnant droit aux plus-values sur les marchés secondaires peut fluctuer considérablement et peut être réduite à zéro. Sur le long terme, le risque pour les détenteurs d'actions donnant droit aux plus-values devrait être modéré par la qualité généralement élevée des actions versant des dividendes sous-jacentes, typiquement des actions de première qualité, dans le panier.
Les actions privilégiées et de capital d'une société à capital scindé sont des titres négociables indépendamment, et par conséquent leur valeur est soumise aux forces du marché. Si le volume des actions échangées est relativement faible, alors le prix des sociétés à capital scindé peut être volatile, comme toute autre valeur mobilière peu négociée. Cependant, proche de la date d'expiration, la valeur des actions privilégiées tendra à converger vers le prix d'émission initial si le marché juge que la société à capital scindé dispose d'assez de capitaux propres pour rembourser entièrement les actionnaires privilégiés.
Certaines sociétés à capital scindé fournissent un mécanisme d'échange, dans lequel des unités de la société à capital scindé peuvent être converties en actions du panier d'actions sous-jacent, et vice versa. Ce mécanisme permettrait le trading d'arbitrage pour maintenir la valeur agrégée des unités proche de la valeur du panier d'actions sous-jacent, réduisant ainsi l'erreur de suivi entre la valeur marchande des actions sous-jacentes et la valeur présente ajustée au risque des actions privilégiées et de capital.